# Égomanie
L'égomanie (du grec ancien et du latin ἐγώ (je/moi) et μανία, folie, frénésie) est un égocentrisme ou une autoréférence morbide. La personne concernée est appelée égomane. Ayant besoin d'être au centre de toute situation et de tout évènement, elle interprète toute action par rapport à elle-même.
L'égomanie survient comme un des multiples symptômes d'une manie dans le cadre d'un trouble bipolaire (maladie maniacodépressive) et elle est accompagnée par la mégalomanie. Le terme égomanie est parfois utilisé dans le langage courant, s'éloignant du diagnostic médical.